# Screwed Up Click Representa
Albums de Z-Ro
Z-Ro
(2002) Life
(2002)
Screwed Up Click Representa est le cinquième album studio de Z-Ro, sorti le 16 avril 2002.
L'album s'est classé 46e au Top Independent Albums et 58e au Top R&B/Hip-Hop Albums.

## Liste des titres
| No  | Titre                                                 | Durée |
| --- | ----------------------------------------------------- | ----- |
| 1.  | Does It Matter (Intro)                                | 1:04  |
| 2.  | Real (featuring Lil' O et Kevo)                       | 4:33  |
| 3.  | Gorilla 'Til I Die (featuring Den Den et Lyrical 187) | 3:46  |
| 4.  | Life (featuring Mr. 3-2 & H2O)                        | 4:36  |
| 5.  | Gotta Let Go (Skit)                                   | 0:56  |
| 6.  | You Gotta Let Go (featuring Lil' Keke et Billy Cook)  | 3:32  |
| 7.  | Tha 3rd Coast (featuring Lil' Keke et Billy Cook)     | 4:28  |
| 8.  | Plex                                                  | 4:24  |
| 9.  | H.A.T.E.                                              | 4:17  |
| 10. | Southside Can't Stop (featuring Den Den)              | 4:47  |
| 11. | All Night                                             | 3:56  |
| 12. | How Does It Feel? (featuring Big Rodsta)              | 4:03  |
| 13. | Freestyle (featuring Bettye Sterling)                 | 4:46  |
| 14. | My Sermon                                             | 4:24  |
| 15. | S.U.C. for Life (featuring K.T.)                      | 4:08  |
| 16. | Maintain (featuring Big Hawk)                         | 3:42  |
| 17. | Final Curtain Call (featuring Pup et Bettye Sterling) | 3:34  |